# Щиток насекомых

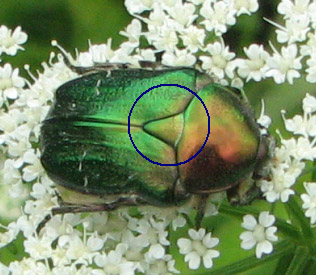
Золотистая бронзовка. Щиток обведён кругом

Щиток у насекомых (лат. scutellum) — задняя часть спинной части среднегруди насекомых, которая представляет особую хитиновую пластинку, обычно трёхугольной формы. 
Также щитком называют часть покровов некоторых клещей. 

## Строение щитка у насекомых

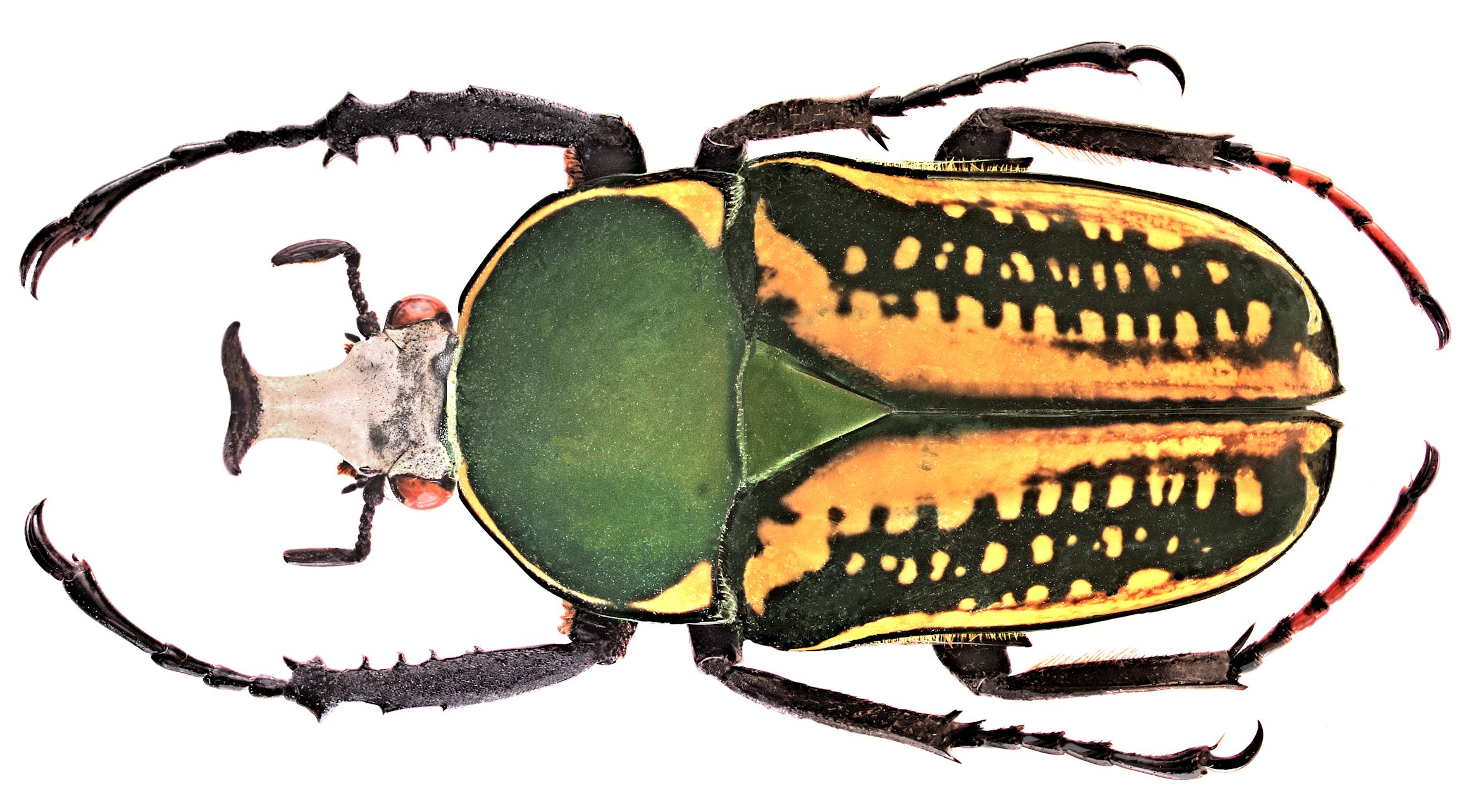
Megalorhina harrisi, как и все жуки-бронзовки имеет хорошо развитый щиток

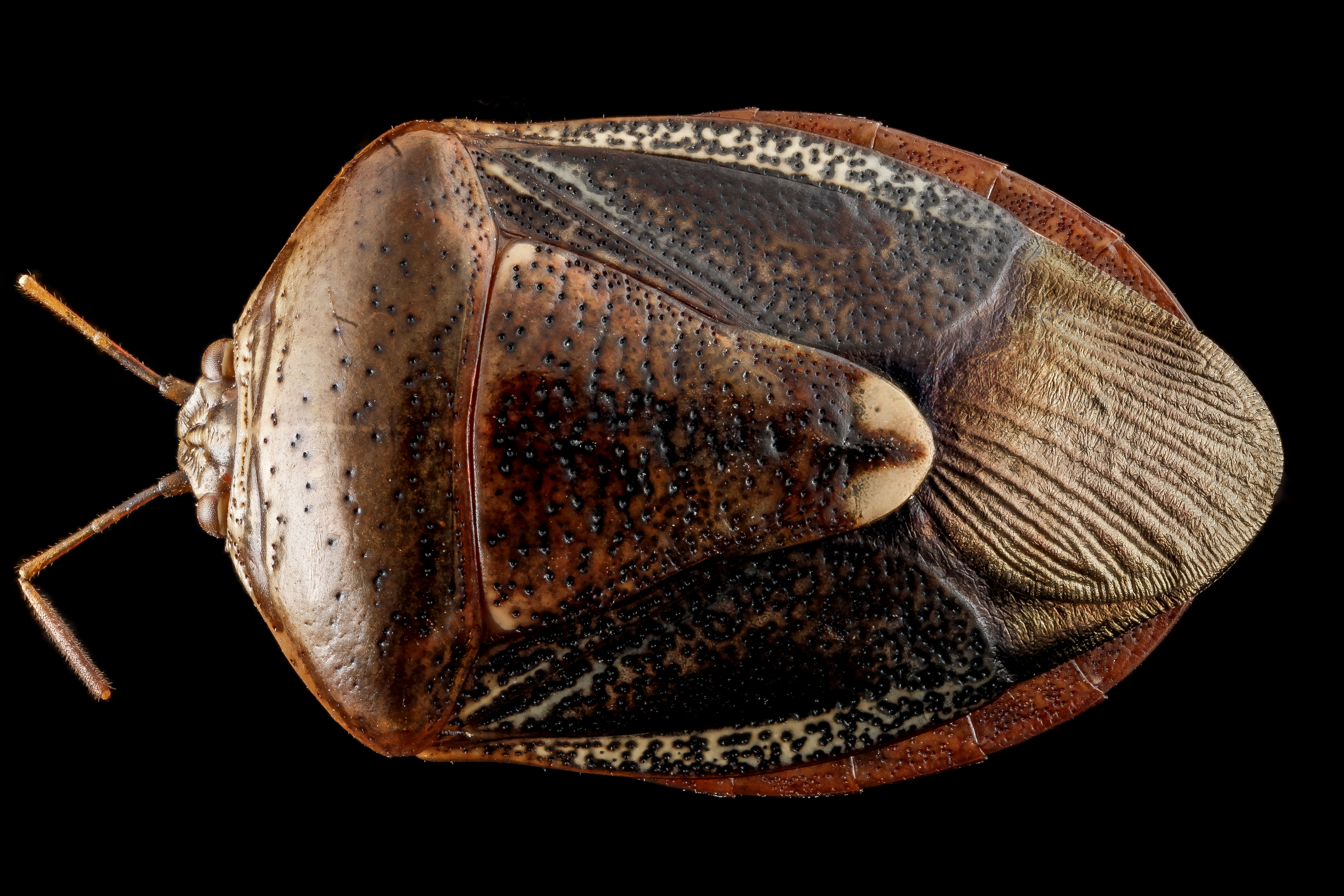
Наибольшего развития щиток достигает у многих клопов, как например у Edessa florida на фото

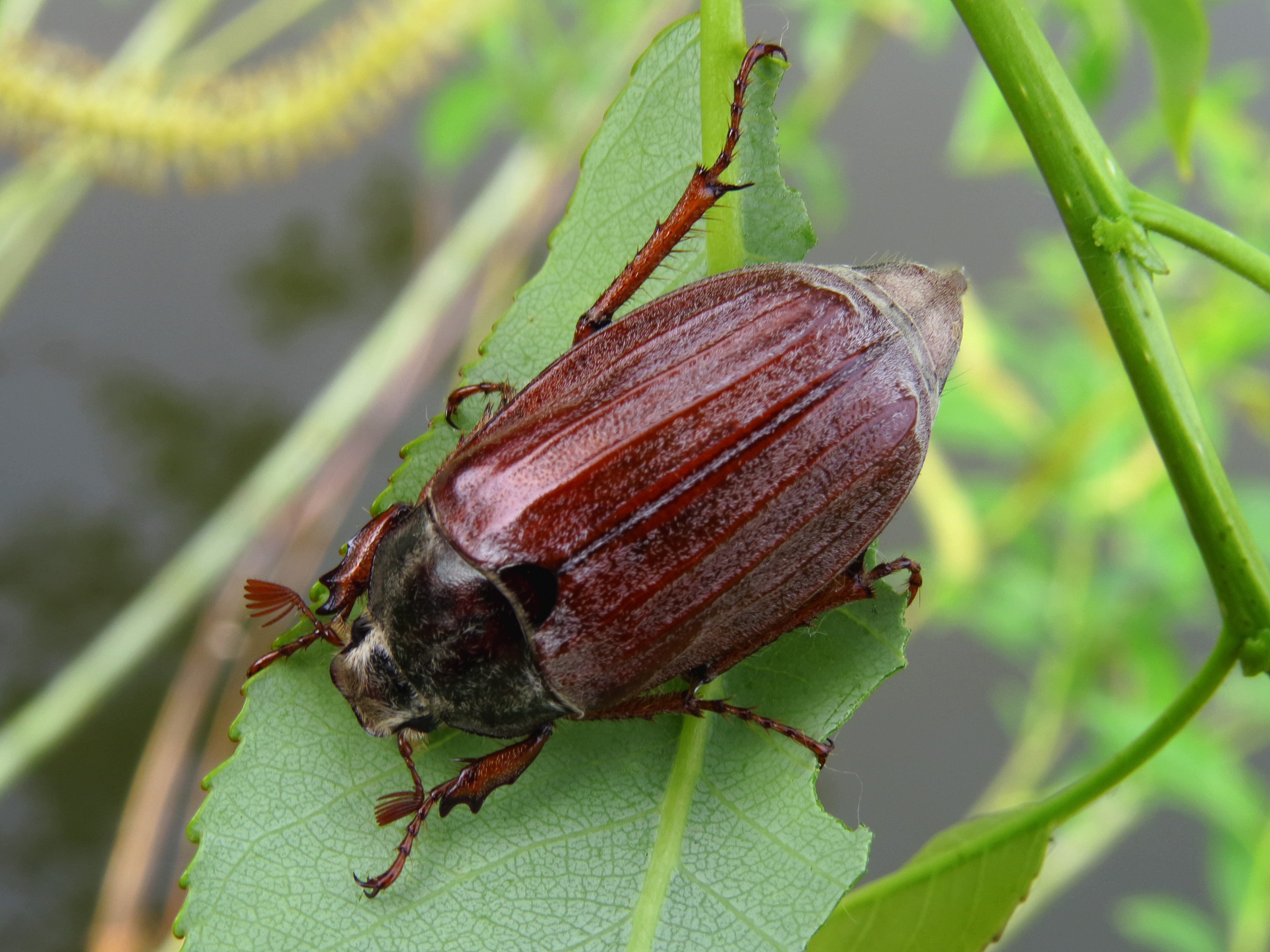
Щиток майского жука вида Melolontha hippocastani

Больше всего щиток заметен у жуков и полужесткокрылых — крылья представителей данных групп насекомых занимают собой значительную площадь спинки и плотно прилегают к телу в состоянии покоя. Представители остальных групп насекомых имеют типичное строение среднегруди, на тергите которой заметны только лишь ямки для прикрепления крыльев. Щиток у жесткокрылых находится между основаниями надкрыльев. Наибольшего развития щиток достигает у многих клопов (Heteroptera), у которых он покрывает всю спинную часть брюшка.
В сложенном состоянии крылья у жуков и клопов закрывают собой почти всю верхнюю часть тела, создавая собой механическую защиту. В связи с тем, что они укрепляют верхнюю (дорсальную) поверхность груди и брюшка, последняя характеризуется выраженной мягкостью и податливостью по сравнению с вентральной (нижней). Только лишь в передних отделах, в основании между крыльями, на задней стороне среднегруди сохраняется участок с повышенной плотностью, который, собственно, и носит названия щитка.
Щиток жуков представляет собой небольших размеров треугольную пластинку, обращенную своим основанием к голове и вершиной в сторону брюшка. Вершина щитка может быть острой либо закругленной. Дополнительные образования (волоски, выросты) на щитке обычно отсутствуют. В некоторых случаях возле щитка имеется прещитковая бороздка, но она обычно слабо выражена и важным анатомическим образованием не считается.
Гораздо более разнообразным является строение щитка у различных клопов — чем меньше развиты крылья, тем большую площадь он занимает у них. Например, самки  соснового подкорника имеют недоразвитые, укороченные надкрылья, у основании которых и располагается небольшой, но хорошо заметный щиток, а у вредной черепашки крылья полностью редуцированы, в связи с чем щиток у этого вида занимает практически всю поверхность спинки.

## Видоизменения щитка
Описанная выше общая схема строения щитка является характерной для большинства насекомых и является типичной. Однако, некоторые группы отличаются видоизмененным щитком.
Наиболее ярким примером видоизменения является щиток у щитовок — насекомых с малоподвижным образом жизни, питающихся соком растений. Само название «щитовки» указывает на наличие у этих насекомых описанной ниже морфологической особенности строения щитка. У них щиток представлен вовсе не частью внешних покровов на дорсальной стороне тела, а образованием гораздо больших размеров. У них щиток покрывает собой всю спинную поверхность и в некоторой степени также и нижнюю часть тела. Он представляет собой единое образование, продукт деятельности желез кутикулы, производящих особое затвердевающее вещество. Цвет щитка у щитовок может быть разным, он бывает светло- или темноокрашенным, всегда является маскирующим.

## Функции
Щиток является неотъемлемой составной частью экзоскелета насекомых, выполняя роль пассивной защиты внутренних органов. У жуков к внутренней поверхности щитка частично прикрепляется лётная мускулатура, поэтому у данной группы насекомых он также имеет значение в обеспечении возможности полёта.

Щиток у представителей различных отрядов насекомых
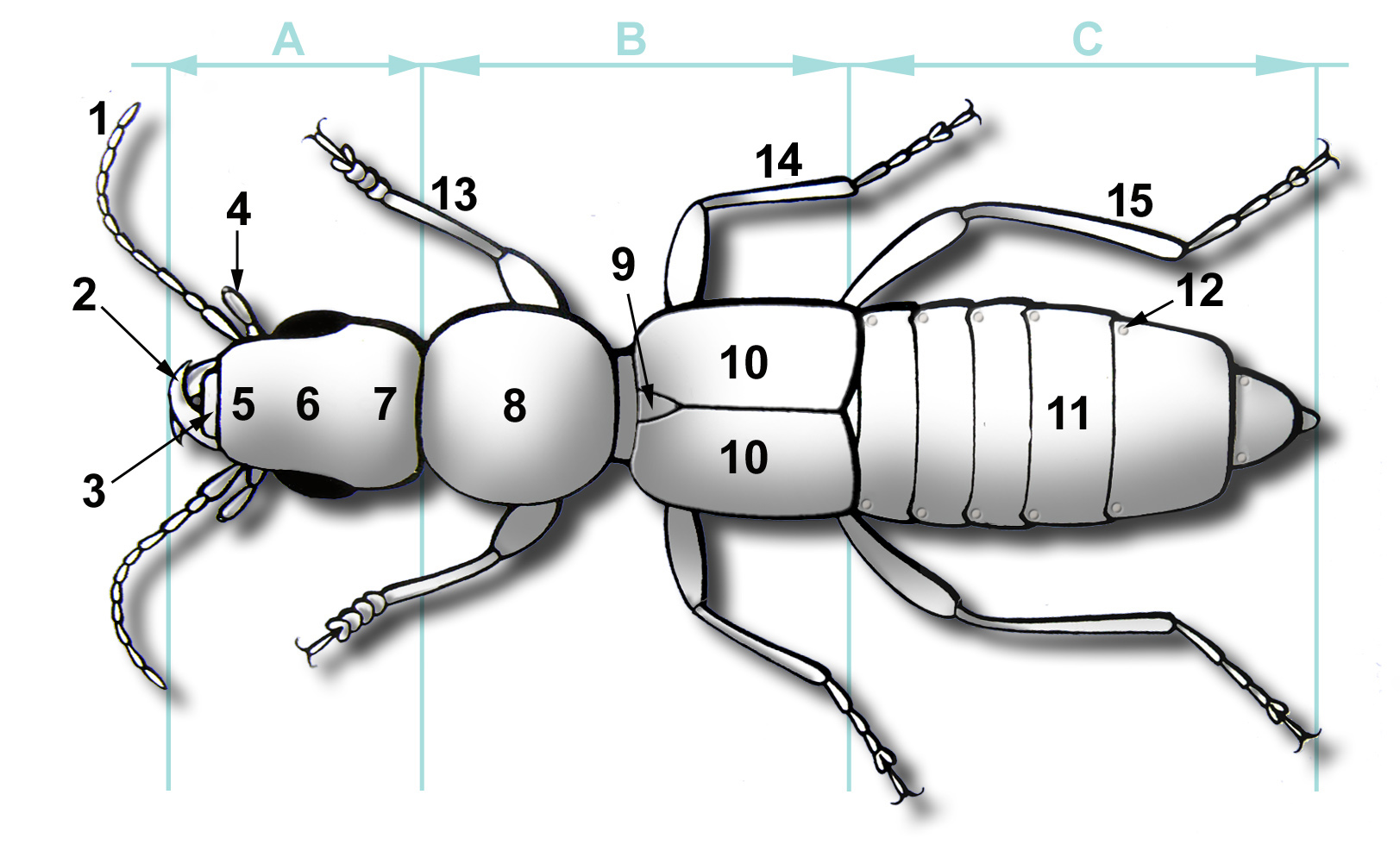

- 26=щиток полужесткокрылых
- 6=щиток двукрылых
- 9=щиток жесткокрылых
- Scutellum=щиток муравьёв